# VCディナモ・モスクワ

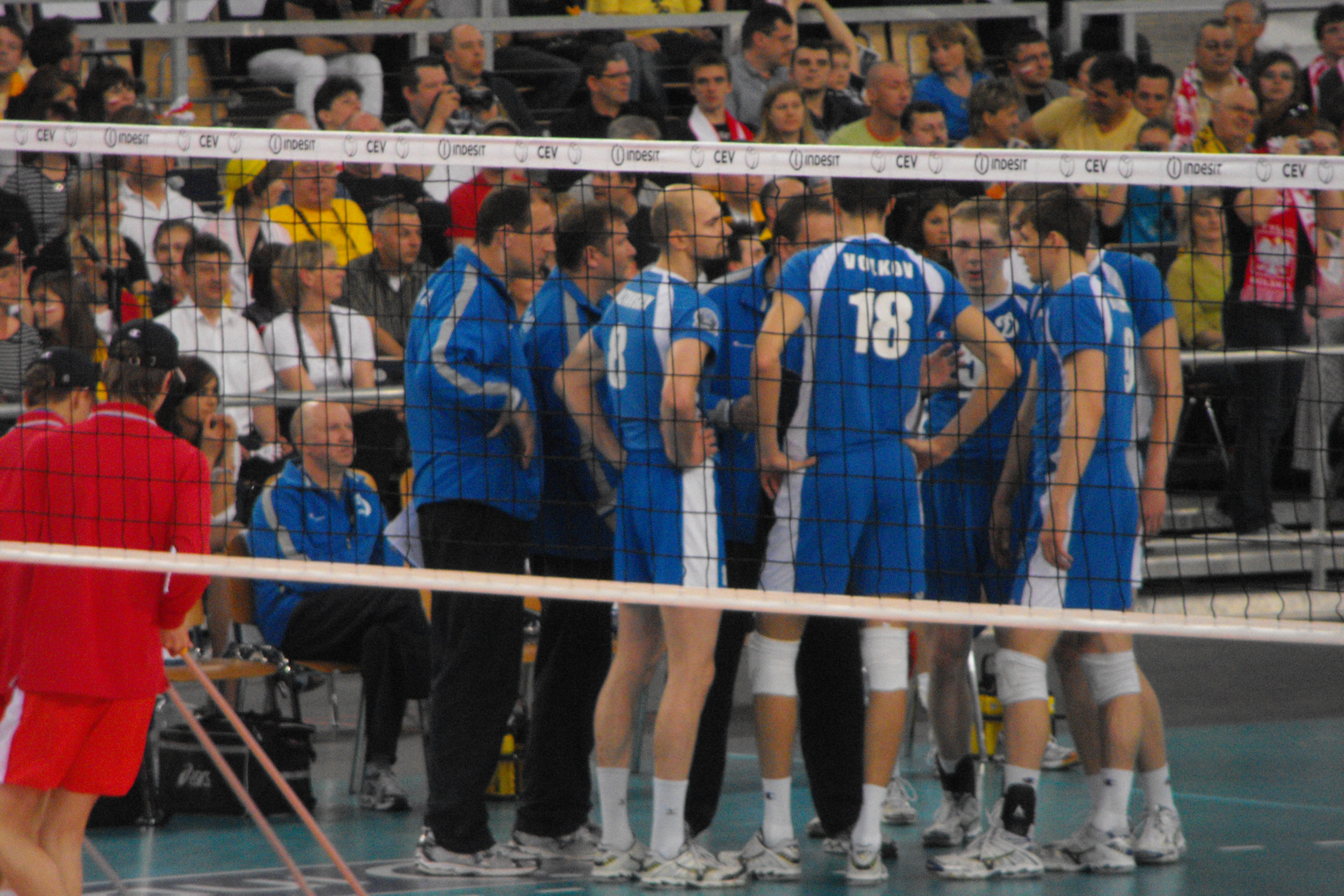
欧州チャンピオンズリーグ2009-10のディナモ・モスクワ

VCディナモ・モスクワ（ロシア語: Волейбольный клуб Динамо Москва）は、ロシア・モスクワを本拠地とする男子バレーボールクラブ。

## 歴史
1926年、ディナモ・モスクワ創設。ソビエト連邦時代の1940年代から1950年代にかけて、リーグ優勝5回、カップ優勝3回を飾った古豪クラブであったが、ソ連崩壊後の1994年に廃部に追い込まれクラブは消滅した。2000年にMGFSOオリンプをベースとするディナモMGFSOオリンプ・モスクワとしてクラブの再建がなされ、2002年に現行のディナモ・モスクワの形となった。
2006年にリーグ優勝、カップ優勝の2冠を達成。2006-2007年欧州チャンピオンズリーグ3位、2008年にはリーグ優勝、カップ優勝、スーパーカップ優勝の3冠を達成した。
2009-2010年欧州チャンピオンズリーグはイタリアのトレンティーノ・バレーにストレートで敗れ準優勝に終わった。

## 主な成績
ソ連リーグ／ ロシアリーグ
- 優勝：1945、1946、1947、1948、1951、2006、2008

 ソ連カップ／ ロシアカップ
- 優勝：1950、1951、1952、2006、2008

 欧州チャンピオンズリーグ
- 準優勝：2010

## 歴代監督
- ダニエレ・バニョーリ

## 歴代所属選手
| - スタニスラフ・ディネイキン - パーベル・アブラーモフ - コンスタンチン・ウシャコフ - セミョン・ポルタフスキー - アレクサンドル・コルネーエフ - ルスラン・オリフベル - アレクセイ・クレショフ - ユーリー・ベレジュコ - アレクサンドル・ボルコフ - セルゲイ・グランキン - アレクセイ・オスタペンコ - ロマン・ヤコブレフ | - ウラジミール・グルビッチ - マテイ・カジースキ - テオドル・サルパロフ - ユベール・エノ - ドミニク・ダカン - ラファエル・パスカル - ダンテ・アマラウ - マテイ・チェルニック |  |